# 레안드로 마시엘 데 멜로
레안드로 마시엘 데 멜로는 브라질 출신으로 FC 서울의 골키퍼 코치이다. 2004년부터 2006년 1차 재임 후 2012시즌부터 다시 FC 서울의 골키퍼 코치로 재직중이다. 현재는 서울 오산고등학교 GK코치로 알려져있다.